# Associação Desportiva da Camacha
A Associação Desportiva da Camacha é um clube português, localizado na freguesia da Camacha, concelho de Santa Cruz (Madeira), na Região Autónoma da Madeira.

## História
Clube mais representativo do Concelho de Santa Cruz, sendo da freguesia onde se praticou futebol pela primeira vez em Portugal - no sítio onde hoje existe o Largo da Achada em 1875, devido ao retorno à sua terra natal de um jovem de uma família inglesa chamado Harry Hinton. Este clube foi fundado a 1 de Agosto de 1978, como forma de agregar numa associação, todas as vastas tradições desportivas dessa freguesia.
Até 1986 andou sempre com a casa às costas, jogando ora em Santa Cruz (Madeira), ora no Funchal no Campo 1º de Maio. Nesse ano lançam-se as bases para a construção do seu campo próprio, que cresceu nos dias de hoje até ter 2 campos relvados e um de piso sintético.
No início da década de 1990, venceu a 1ª divisão AF Madeira e ascendeu aos nacionais, sendo que neste momento a equipa milita no época de 2007/08 no campeonato nacional da II Divisão Série B.

## Futebol

### Histórico
|                   | Nº Presenças    | Títulos |
| ----------------- | --------------- | ------- |
| Temporadas na 1ª  | 0               |         |
| Temporadas na 2ª  | 0               |         |
| Temporadas na 2ªB | 14 (a decorrer) | 1       |
| Temporadas na 3ª  | 3               | 1       |
| Taça de Portugal  | -               |         |
| Taça da Liga      | 0               |         |

## Palmarés
- II Divisão - Série Sul: 1 (2001/02)[4]
- III Divisão: 1 (2008/09)[4]

## Outras Modalidades
O clube promove a prática das modalidades de Futebol, Andebol e Bilhar. Já se praticaram neste clube modalidades como o Hóquei em Patins, Patinagem Artística, Corridas em Patins, Badminton, Basquetebol e teve, ainda, uma secção de Automobilismo que organizava a prova oficial, o Rali da Camacha.

## Estádio
A equipa para disputar os seus jogos em casa utiliza o Complexo Desportivo da AD Camacha, na Nogueira.

## Marca do equipamento e patrocínio
A equipa de futebol enverga equipamento da marca Desportreino e tem o patrocínio de Abrigo do Pastor.